# Brawl Stars
Brawl Stars je mobilní multiplayer hra založená na herním žánru MOBA a střílečka z pohledu třetí osoby. Hru vyvinula a vydala finská herní společnost Supercell. Byla celosvětově vydána 12. prosince 2018 pro mobilní systémy iOS a Android. Ve videohře je dostupných několik herních módů, každý s jiným cílem. Hráči si mohou vybírat z nabídky Brawlerů - postav, které v bitvě ovládají pomocí dvou joysticků na obrazovce zařízení.

## Hratelnost
Ve videohře Brawl Stars hrají hráči v několika módech-proti ostatním hráčům nebo proti umělé inteligenci. Hráči si mohou vybírat z nabídky Brawlerů (aktuálně[kdy?] jich ke kolem 85) – postav, které se odemykají prostřednictvím Starr Road (výchozí možnost), nebo také prostřednictvím Starr Dropů, Brawl Passu či zakoupením v obchodě. Ve hře je možné si vybrat z několika různých módů, jež každý mají jiný cíl. Ti si mimo jiné mohou do hry pozvat své přátele a naplnit tak tým – počet hráčů v týmu závisí na zvoleném módu. Dále je možné si na své Brawlery pořídit skiny, a to jejich zakoupením za gemy či bling nebo odemčením v Brawl Passu. Skiny ovlivňují vzhled, animace a zvuky postav.

### Herní módy
Jak bylo již výše uvedeno, ve hře je výčet několika herních módů:

#### Showdown
Showdown je základní bitevní mód. Cílem něj je eliminovat všechny nepřátelské brawlery a zůstat živý jako poslední. V lobby je vždy 10 brawlerů. Ze všech herních módů se hraje na největší mapě (pokud se nepočítají 5v5 mapy). Po mapě jsou rozmístěny truhly, které obsahují tzv. Power Cubes. Ty zvyšují hodnotu sílu a zdraví (o 400 HP) brawlera, který je sebere. Power Cubes se dají získat i zabitím nepřátelského brawlera - čím vyšší počet Power Cubes zabitý brawler měl, tím větší počet po něm zůstane. Z krajů mapy se krátce po začátku bitvy začnou rodit jedovatá oblaka (někdy zvaná poison clouds), která postupně expandují a tím zmenšují prostor, ve kterém mohou brawleři pohybovat.
Pokud se v jedovatých oblacích nacházejí brawleři, jejich celkový počet životů se zmenší o 20 % každou vteřinu, stejné poškození dostávají i truhly s Power Cubes.
Po mapě jsou dále rozmístěné i různé barikády a keříky. Keříky v bitvě hrají roli takovou, že se v nich mohou brawleři schovávat, protože v nich nejsou vidět. Brawler v keříku se dá odhalit tím, že dostane poškození např. od jiných nepřátelských brawlerů.
Nebo že k němu půjde jiný brawler
Název samotného módu pochází ze situace, která běžně v tomto módu nastává - Showdown je situace, kdy jsou v bitvě živi už jen poslední 2 brawleři. Pokud tato situace nastane, hudba v pozadí se změní do akčnějšího charakteru a na obrazovce se objeví nápis SHOWDOWN!

#### Duo Showdown
Duo Showdown je stejný jako normální Showdown, pouze s tím rozdílem, že se brawleři náhodně spárují do dvojic a hrají jako 2 přátelští brawleři proti ostatním dvojicím, pro které platí úplně to samé. V lobby je vždy zase 10 brawlerů, kteří budou rozděleni do oněch 5 dvojic.
Pokud je jeden ze dvojice eliminován, musí ten druhý bezpečně přežít 15 sekund, po kterých se opět eliminovaný narodí znovu. Pokud během oněch 15 sekund zemře i druhý z dvojice, bitva pro oba končí.
Při zabití z brawlera vypadnou power cubes

#### Trio Showdown
Trio Showdown je poddruh herního módu Showdown, kdy místo dvou nebo jednoho člověka hrajou spolu v jednom týmu tři lidé proti třem týmům po třech. Tento druh herního módu byl vydán při spolupráci s Nickelodeonem, při události na téma Spongebob v kalhotách.

#### Knockout
V Lobby Knockoutu je 6 brawlerů, náhodně rozdělených do 2 týmů po 3. Cílem Knockoutu je eliminovat všechny brawlery v nepřátelském týmu. Knockout, stejně jako většina dalších týmových herních módů, se hraje na mapě zhruba poloviční velikosti Showdownové mapy. Knockout se stejně jako další týmové herní módy liší od Showdownu tím, že po mapě nejsou rozmístěny truhly s Power Cubes.
Knockout se hraje na 2-3 kola. Cílem obou týmů je postupně zabít brawlery v nepřátelském týmu. Pokud se týmu úspěšně povede eliminovat celý nepřátelský tým, kolo vyhrál. Pokud se týmu povede vyhrát i 2. kolo, vyhrál celou bitvu. Pokud ale ne, hraje se i rozhodující 3. kolo a jeho vítěz je i vítězem bitvy celkově.
V rozích obrazovky jsou vyobrazeny 2 malé tabulky s ikonami brawlerů v bitvě. Jedna (modrá) tabulka patří přátelskému týmu a druhá (červená) nepřátelskému týmu. Pokud je brawler naživu, jeho ikona svítí. Pokud je ale brawler eliminován, jeho ikona potemní a je přeškrtnuta červenou čarou.
Jako v Showdownu jsou zde i expandující jedovaté mraky, které se ovšem začínají rodit později po začátku kola, ale zato expandují rychleji.

#### Knockout 5v5
Knockout 5v5 se hraje stejně jako Knockout, ale liší se tím že, jsou zde také 2 týmy, ale po 5. Další rozdíl je, že když vám zemře spoluhráč (teammate), objeví se nad vámi růžová šipka s číslem a každá vás o hodně zvětší a zvětší vám damage útoku víc než powercube v Showdownech.

#### Gem Grab
Gem Grab, jakožto týmový mód se hraje na mapě stejně velké jako Knockout, opět chybí truhly a v lobby je opět 6 brawlerů rozdělených do 2 týmů po 3. Jeho cílem je nasbírat 10 gemů, které se rodí ze studnice, která umístěna uprostřed mapy. Na rozdíl od Knockoutu zde chybí tabulky s ikonami brawlerů, protože v tomto módu mají brawleři neomezený počet životů. Po každé eliminaci ale musí počkat 5 sekund, než se opět narodí tam, kde hru začali.
Po eliminovaném brawlerovi zůstanou jeho gemy, které nasbíral v době, kdy byl živý. Tato podmínka je pro bitvu klíčová, jelikož může tým získat velké množství gemů a rychle. Také je to jediný způsob, jak zamezit týmu, aby vyhrál. Až tým nasbírá 10 gemů, spustí se 15-sekundové odpočítávání, a pokud tým zvládne po tuto dobu udržet minimálně všech 10 gemů, tým vyhrál a bitva končí. Pokud se mu to ale nepovede, protože počet gemů, který tým drží klesne pod 10, odpočítávání se ukončí a začne tehdy, když jeden z týmů opět nasbírá minimálně 10 gemů.
Aby se zabránilo neustálému opakování a přerušování odpočítávání, časový limit bitvy je omezen na 3 minuty, a tým, který v oné 3. minutě bitvy drží více gemů, vyhrává.

#### Gem Grab 5v5
Gem grab 5v5 je týmový mód. Hraje se na velkých mapách, ale na rozdíl klasického Gem Grabu jsou tu 2 výdejny gemů aby se zabránilo neustálému porážení brawlerů co si jdou pro gemy.

#### Brawl Ball
Brawl Ball je opět týmovým módem a platí pro něj stejná opatření jako pro týmové módy. Je herní obdobou fotbalu. Jeho cílem je nepřátelskému týmu vstřelit 2 góly míčem. Brawleři mají opět neomezený počet životů a narodí se znovu opět po 5 sekundách v bráně vlastního týmu.
Začátek bitvy je podobný klasickému fotbalu. Míč je uprostřed mapy a brawleři stojí vedle sebe na své polovině mapy. Brawler se může zmocnit míče tak, že k němu jednoduše přijde a hra mu automaticky míč přidělí. Brawler v době, kdy drží míč nemůže útočit na okolní nepřátelské brawlery, ale ubránit ho mohou jeho přátelští spoluhráči. Pokud brawler zatáhne joystickem, který ovládá klasický útok, vystřelí míč do požadovaného směru.
Míč má schopnost odrážet se od překážek a barikád, ale nemá schopnost schovávat se v křoví.
Pokud hráč nemá na dohled míč, na kraji obrazovky je ikona ve tvaru šipky, která ukazuje směrem, kde míč je. Pokud je míč volný a nedrží jej nikdo, ikona je bílá. Pokud ho drží přátelský brawler, je modrá a pokud nepřátelský, je červená. Když je brawler eliminován, míč automaticky upustí.
Za gól je nejen považovaný míč vstřelený do branky, ale i to, pokud do brány vejde brawler, který zrovna míč drží, vlastní góly ale byly odstraněny kvůli úmyslnému kažení hry. Když je i po 3-minutovém časovém limitu stav nerozhodný, hraje se prodloužení, které je oznámeno nápisem na obrazovce Overtime! V té chvíli z mapy zmizí všechny zbývající barikády a keříky a hraje se na vítězný gól. V základní hrací době vítězí tým, který vstřelí 2 góly.

#### Heist
Heist je týmový mód bez rozdílů od těch ostatních. Brawleři mají opět neomezený počet životů a narodí se znovu po 3 sekundách. Každý tým má svůj vlastní safe na své straně s vysokým počtem bodů zdraví a brání jej, aby ho nezničil nepřátelský tým, přičemž se oni snaží zničit ten jejich. Hra končí, když je jeden ze sejfů zničen, nebo po oněm 3-minutovém limitu a vyhraje tým, který má méně poškozený safe.
Na rozích obrazovky jsou 2 indikátory: jeden modrý, který patří přátelskému týmu a je v něm zobrazeno, kolik procent zdraví mu ještě zbývá, než bude rozbitý (když je safe rozbitý, indikátor ukazuje 0 %). Druhý indikátor funguje úplně stejně, ale je červený a patří nepřátelskému týmu.

#### Hot Zone
Hot Zone je opět klasický týmový mód. Brawleři mají opět neomezený počet životů a obživí se znovu opět po 3 sekundách. Zhruba uprostřed mapy leží Hot Zone, která představuje kruh, ve kterém mají brawleři za cíl pobývat a nejlépe i bránit vstupu nepřátelskému týmu do zóny. Po rozích obrazovky jsou opět 2 indikátory-modrý a červený. V obou indikátorech jsou opět procenta, která začínají na 0%. Postupně se zvyšují, když minimálně 1 brawler z týmu stojí v oněm kruhu. Až jeden z indikátorů dosáhne 100%, bitva končí a vyhrává tým, který oněch 100% dosáhl první.
Existují ale i mapy, kde jsou Hot Zone na mapě dvě-50% za vyplnění 1 zóny a 50% za vyplnění 2. zóny. Pokud jeden z týmu zónu vyplní, pořád do ní může vstupovat i druhý tým, který by ji měl také obsadit.
Bitva je opět limitovaná 3minutovým limitem-který tým má po 3 minutách bitvy větší procento obsazenosti vyhrává.

#### Bounty
Bounty je klasický týmový mód. Brawleři mají opět neomezený počet životů a oživí se znovu po pouhých 3 sekundách. Cílem je nasbírat 20 hvězdiček. Bitvu každý brawler začíná s 2 hvězdičkami. Uprostřed mapy leží speciální modrá hvězda. Za každé zabití nepřátelského brawlera onen brawler, který ho zabil dostane 1 hvězdu a ta se zobrazí jako 3. nad oněm brawlerem. Hvězdiček může nasbírat neomezený počet (až by měl překročit 20, tak hra skočí kvůli tomu, že tým má celkem 20 hvězd). Pokud je eliminován brawler s větším počtem hvězdiček než 2 tak i tým, který jej zabil dostane větší počet hvězdiček (př. byl zabit brawler se 6 hvězdami-tým, který jej zabil dostává 4 hvězdy, protože 2 hvězdy, které brawler na začátku má jsou pouze symbolické.)
V rohu jsou opět indikátory které ukazují počet hvězd daného týmu a modrá hvězda, která se zobrazuje vedle indikátoru týmu, který ji sebral (pokud se zabije brawler, který hvězdu drží, hvězdu získává opačný tým, který brawlera zabil a zobrazí se vedle indikátoru onoho týmu.)
Je zde opět 3-minutový limit a tým, který má po skončení limitu více hvězd vyhrává.

#### Wipeout
Wipeout je klasický 3v3 mód. V lobby je vždy 6 brawlerů, kteří jsou rozděleni do dvou týmů. Wipeout mapy jsou o velikosti Knockout map.
Na obrazoce jsou 2 indikátory - jeden modrý (přátelského týmu), a jeden červený (nepřátelského týmu). Oba začínají na 0/10 bodech. Pokud v průběhu hry někdo porazí brawlera nepřátelského týmu, jeho tým získává bod. Poražený brawler se oživí po 3 sekundách. Tým, který jako první nasbírá 10 bodů, hru vyhrává. Hra je limitovaná 3 minutovým odpočtem, pokud by žádnému týmu nešlo nasbírat 10 bodů. V tomto případě vyhrává tým, který má nejvíce bodů.

#### Wipeout 5v5
Wipeout 5v5 je klasický 5 versus 5 mód. Hraje se na velkých mapách o velikosti Showdown mapy a oproti klasickému wipeoutu je zde podstatně více keříků. Pravidla hry jsou stejná, ale hraje se na 20 bodů kvůli velkému počtu lidí (10 lidí celkem).

#### Brawl Hockey
Jako další druh herního módu se dá zařadit i Brawl Hockey. Ten je hodně podobný jako Brawl Ball, avšak na téma hokeje. Místo míče je zde puk, který oproti míči má mnohem plynulejší pohyb a po odkopnutí muže po povrchu klouzat - šance na dávání gólu je pak lehčí. Zde je potřeba nahrát tři góly, první tým kdo to dokáže vyhrává.

#### Ranked
Ranked je speciální herní mód, ve kterém jsou náhodně vybírány některé z týmových herních módů uvedených výše. Hráči se odemkne po dosažení 1000 trofejí. Byl zaveden v březnu 2024, sezóně 24. Je nahrazením za mód Power League, který byl málo populární a tak byl vyměněn. V tomto módu dostávají hráči hodnostní body a podle počtu bodů mají lepší hodnost. Hodnosti jsou vzestupně: Bronzová, Stříbrná, Zlatá, Diamantová, Mytická, Legendární, Mistrovská. Každou novou sezónu se hráči hodnostní body vynulují a má opět hodnost Bronzovou. Každá hodnost má 3 části s 500 hodnostními body. Za výhru bývá cca 100 hodnostních bodů a za prohru minus cca 50 bodů. Po každých 500 bodech je odměna, která přestavuje 25 Pro Pass XP a 225 Pro Pass XP po dokončení každé hodnosti. Zde je tabulka, jaký Starr Drop následoval po dokončení jaké hodnosti při starém hodnocení "Ranked Up Rewards":
| Hodnost              | Rarita Starr Dropu |
| -------------------- | ------------------ |
| Bronzová             | Epický             |
| Stříbrná             | Mytický            |
| Zlatá                | Mytický            |
| Diamantová           | Legendární         |
| Mytická              | Legendární         |
| Legendární           | Legendární         |
| Misterská Legendární | - Pro Legendární   |

Tento systém odměn "Ranked Up Rewards" byl 25. února 2025 nahrazen systémem odměn Pro Pass. Pro Pass se podobá jinému druhu odměnového systému ve hře, Brawl Passu, ale je rozlišný hlavně v ceně a dobu trvání jedné sezóny. Jedna trvá 3 měsíce.
Od Bronzové do Zlaté hodnosti si hráči musí v limitu 20 sekund vybrat brawlera, ale od Diamantové do Mistrovské si na začátku hráči volí brawlery, které do bitvy zakážou a nikdo si je nebude moci vybrat. A až poté následuje samotný výběr brawlera do bitvy. Hraje se do dvou výher. V nejlepší hodnosti Pro už není rozdělení na části, ale soutěží se s ostatními hráči o umístění.

### Brawl Pass
V květnu 2020 byl do hry přidán nový systém odměn zvaný Brawl Pass, který nahradil již odstraněný Battle Pass. Za uskutečněné bitvy a splněné úkoly dostávají hráči XP, se kterými postupují v Brawl Passu a mohou být odměněni gemy, skiny, emoty zvanými Piny (jež lze použít během bitvy nebo ve skupinové místnosti), mincemi, power pointy a Credity . Existují dvě verze Brawl Passu. Všichni hráči mají jeho základní bezplatnou verzi automaticky dostupnou a mají možnost si za peníze koupit jeho prémiovou verzi.

### Odebrané věci
V průběhu historie Brawl Stars bylo několik věcí ze hry odstraněno:
- The Lone Star - byl herní režim, byl zkombinovaný režim Bounty a Showdown. Uprostřed se též nacházela modrá hvězda - bod navíc. Hráči získávali body porážením brawlerů. Hra byla limitována 3 minutovým odpočtem a po skončení vyhrál ten hráč, který přežil a měl nejvíce hvězd, nebo ten kdo porazil všechny brawlery. Hra byla odstraněna v roce 2021 kvůli své neoblíbenosti.
- Trophy escape - byl herní režim ve kterém bylo nutné nasbírat počet pohárků co se objevovali na mapě, donést je na portál a po nasbírání požadovaného počtu trofeí uniknout portálem. Hra byla limitována 3 minutovým odpočtem.
- Hold the trophy - V Hold the trophy bylo nutné držet pohárek co se objevil uprostřed. Za držení pohárku tým získával procenta a po dosažení 100% hra skončila. Byl zde opět 3 minutový odpočet. Hra byla odstraněna v roce 2022 z důvodu málo aktivních hráču v tomto herním režimu.
- Siege - byl herní režim, ve kterém měl každý tým po 3 hráčích svoji základnu, která automaticky střílela po protihráčích ve viditelném kruhu. Hrálo se na malé mapě. Uprostřed mapy se náhodně objevovali šroubky. Po skončení 15 sekundového miničasovače se podle počtu nasbíraných šroubků objevil robot. Čím víc šroubků, tím lepší robot. Pokud každý tým nasbíral stejně šroubků, žádný robot se nevytvořil. Vytvořený robot šel automaticky na základnu protihráčů. Cílem bylo zbourat základnu druhého týmu a vyhrát. Hra byla limitována 3 minutovým odpočtem. Hra byla odstraněna v roce 2023 z technických důvodů.
- Payload - byl 3v3 herní režim, ve kterém bylo nutné obsadit kruh kolem vagónku svého týmu, a stáním v kruhu vagónek jel a týmu se přičítávali procenta. Kdo první dosáhl 100% tak vyhrál hru. Hra byla také limitována 3minutovým odpočtem. Byla odstraněna v roce 2024 kvůli své neoblíbenosti. Toto v roce 2025 obnovili pod jiným[ujasnit] jménem.

#### Boxy
Boxy byly truhly, z kterých bylo možno získat věci a Brawlery. Byly rozděleny do 4 kategorií:
- Brawl box
- Big box
- Mega box
- Omega box

Mega boxy byly nahrazeny Trophy boxy a Starr dropy.

### Sezóny
Každý Brawl Pass trvá jednu sezónu, přičemž každá z nich obsahuje nové tematické skiny.
| Sezóna                                | Doba trvání                   | Popis |
| ------------------------------------- | ----------------------------- | --- |
| Sezóna 1: Tara's Bazaar               | květen 2020 – červenec 2020   | Ve hře byl představen nový Brawler Gale. Brawl Pass měl 60 úrovní a na poslední úrovni byl k dostání skin Merchant Gale. Tématem sezóny se stala Poušť. Mimo Brawl Pass byl v této sezóně vydán i epický Brawler Nani. |
| Sezóna 2: Summer Of Monsters          | červenec 2020 – září 2020     | Ve hře byl představen nový Brawler Surge. Do Brawl Passu přibylo dalších deset úrovní, celkově jich tak měl 70, a trval deset týdnů, déle než původní Brawl Pass. Na první úrovni byl k dostání skin Super Ranger Brock a na poslední Mecha Paladin Surge. |
| Sezóna 3: Welcome To Starr Park       | září 2020 – listopad 2020     | Ve hře byl představen nový Brawler Colette. Na první úrovni byl k dostání skin Starr Poco a na poslední Trixie Colette. Tématem sezóny se stal obchod se suvenýry a pro nové hráče tutoriál s tématem Starr Park. Do hry byl také přidán Pin Pack, balíček obsahující emoty použitelné v bitvách. |
| Sezóna 4: Holiday Getaway             | listopad 2020 – únor 2021     | Ve hře byl představen nový Brawler Lou. Tématem sezóny se staly Vánoce a vánoční sezóna obecně. Na první úrovni byl k dostání skin Bellhop Mike a na poslední King Lou. Supercell také odstranil možnost před dosažením 30. úrovně Brawl Passu odemknout z boxů chromatické Brawlery. Mimo jiné se tím snížila šance získat z Brawl Boxu legendárního Brawlera. |
| Sezóna 5: Starr Force                 | únor 2021 – duben 2021        | Ve hře byl představen nový Brawler Colonel Ruffs (v současnosti pouze Ruffs). Tématem sezóny se stala vesmírná vojenská jednotka Starr Force. Na první úrovni byl k dostání skin D4R-RYL a na poslední Ronin Ruffs. |
| Sezóna 6: The Goldarm Gang            | duben 2021 – červen 2021      | Ve hře byl představen nový Brawler Belle. Tématem sezóny se stal Divoký západ a přináší do hry nový mód Knockout. Na první úrovni byl k dostání skin Gunslinger Colt a na poslední Belle Goldhand. Mimo jiné v ní byl vydán mytický Brawler Squeak, a to v květnu. |
| Sezóna 7: Jurassic Splash             | červen 2021 – srpen 2021      | Ve hře byl představen nový Brawler Buzz. Tématem byl vodní park, prázdniny a dinosauři. Na první úrovni byl k dostání skin Surfer Carl a na poslední Born Bad Buzz. Také v ní byl vydán epický Brawler Griff. Kromě toho byly do hry přidány čtyři dočasné módy; Basket Brawl, Volley Brawl, Hold the Trophy a Trophy Thieves. Výzvami během této sezóny byly Bad Randoms Challenge, kde bylo možné získat skin Vicious Bibi, a Latin American Masters Challenge, ve které bylo možné vyhrát Mega Box. |
| Sezóna 8: Once Upon A Brawl           | srpen 2021 – listopad 2021    | Ve hře byl představen nový Brawler Ash. Tématem sezóny se staly pohádky. Na první úrovni byl k dostání skin Princess Shelly a na poslední Ninja Ash. Do hry byl také přidán mód Showdown +, který vychází z módu Solo Showdown. Na rozdíl od něj však hráči dostávají za zabití ostatních Brawlerů více trofejí a za úmrtí se jim odečítají. |
| Sezóna 9: Brawlywood                  | listopad 2021 – leden 2022    | Ve hře byl představen nový Brawler Lola. Tématem sezóny se stal Hollywood. Na první úrovni byl k dostání skin B-800 a na poslední Rebel Lola. Během této sezóny se ve hře nejen konal Brawloween event a s ním nové skiny, ale také Brawlidays event, přičemž přišla nová výzva a epický Brawler Grom. |
| Sezóna 10: The Year Of The Tiger      | leden 2022 – březen 2022      | Do hry se přidal nový chromatický (po odstranění chromatické rarity je nyní mytický) brawler Fang. Tématem sezóny byly bojové videohry. Na první úrovni byl k dostání skin Major Rosa a na poslední Furious Fang. Se sezónou se přidal nový herní mód, Duels. |
| Sezóna 11: Biodome                    | březen 2022 – květen 2022     | Ve hře byl představen nový Chromatic Brawler Eve. Tématem sezóny se stal Biodome - domov Sprouta, Bea a Rosy. Na první úrovni je k dostání Firefly Rico a na poslední Spiky Eve. |
| Sezóna 12: Stunt Show                 | květen 2022 – červenec 2022   | Ve hře byl představen nový Brawler Janet. Tématem je Stunt show - na první úrovni je skin Biker Carl a na poslední Valkyrie Janet. Tato sezóna též přidala nového Brawlera Bonnie. |
| Sezóna 13: The Deep Sea               | červenec 2022 – září 2022     | Ve hře byl představen nový Brawler Otis. Tématem je Temné moře - na první úrovni je skin Sharktooth Colt a na poslední Pharaotis. S novou sezónou přišly módy Hunters, Mystery mode a Club úkoly. |
| Sezóna 14: Robot Factory              | září 2022 – listopad 2022     | Do hry přibyli dva noví Brawleři, Sam (chromatic) se svým skinem Ceasar Sam a Gus. Tématem je továrna na roboty, došlo také k jinému vzhledu robotů ve hře a byl představen nový PVP mód. |
| Sezóna 15: Ghost Station              | listopad 2022 – leden 2023    | Ve hře byl představen nový Brawler jménem Buster. Výraznou změnou byla proměna Gearů. |
| Sezóna 16: Candyland                  | leden 2023 – březen 2023      | Ve hře se objevili noví Brawleři Chester, Gray a Mandy. Byly kompletně vymazány boxy, byly přidány Credity a Chroma Credity pro odemykání chromatických brawlerů. |
| Sezóna 17: Mystery At The Hub         | březen 2023 – květen 2023     | Ve hře se objevili noví Brawleři R-T a Willow. Byly odebrány star pointy a přidali Blingy pro získávaní skinů. |
| Sezóna 18: The Rescue                 | květen 2023 – červenec 2023   | Ve hře byla představena nová postava Maisie a Hank. Tématem je džungle. Byl přidán tzv. catalog, kde si hráči mohou kupovat skiny. |
| Sezóna 19: Enchanted Woods            | červenec 2023 – září 2023     | Ve hře byl představen nový brawler Cordelius. Byly přidány Starr Drops, které měly nahradit boxy. |
| Sezóna 20: Back To Ranger Ranch       | září 2023 – listopad 2023     | Ve hře byl představeni noví Brawleři: Pearl a Chuck. Do hry byl přidán HYPERCHARGE. |
| Sezóna 21: Bizarre Circus             | listopad 2023 – leden 2024    | Ve hře byla představena nová brawlerka: Charlie. Bylo přidáno více HYPERGHARGŮ. |
| Sezóna 22: Starr Toon Studios         | leden 2024 – únor 2024        | Ve hře objevili brawleři: Mico, Kit a Larry & Lawrie. Byl představen nový Brawl Pass. Byl vydán Legendární skin Toon Spike. Vyšlo více HYPERCHARGŮ. |
| Sezóna 23: Year Of The Dragon         | únor 2024 – březen 2024       | Téma Sezóny je čínský rok draka. Byl vydán Legendární skin Wukong Mico. Skin Virus 8-Bit se stal Legendárním skinem a získal recolor variantu Antivirus 8-Bit. |
| Sezóna 24: Sands Of Time              | březen 2024 – duben 2024      | Téma sezóny je poušť. Byli přidány pouštní skiny na Shelly, Chucka, Edgara, Surge a Dynamike. Byly přidány herní módy Ranked a Trophy Escape. Vyšli brawleři Angelo a Melodie. Přibyly další HYPERCHARGE. |
| Sezóna 25: Ragnarok                   | duben 2024 – květen 2024      | Téma sezóny je Ragnarök. Byly přidány severské skiny na Chestera, Cordeliuse, Jessie a Bibi. Byly přidány mecha skiny na Leona a Colta. Vyšli brawleři Lily a Draco. Byly přidány Aprílské skiny na Spika a El Prima. |
| Sezóna 26: Godzilla                   | květen 2024 – červen 2024     | Téma sezóny je spolupráce s filmy, ve kterých vystupuje fiktivní monstrum jménem Godzilla. Zejména s konkrétním filmem jménem Godzilla x Kong: Nové impérium, který byl v českých kinech možný ke zhlédnutí právě v roce 2024. S novým Brawl Passem přišla i speciální událost, ve které mohli hráči získat Godzilla vejce, ze kterých pak padaly exkluzivní skiny. Pokud hráči nasbírali dostatek vajec ve svém klubu, každý člen klubu získal skin s názvem Godzilla Buzz.                           |
| Sezóna 27: Cyberbrawl                 | červen 2024 – červenec 2024   | Tato sezóna je inspirována hackerskou tematikou. Do hry přišly skiny jako je Virus Charlie, Hacker Brock nebo Bea Byte. |
| Sezóna 28: Gods vs Monsters!          | červenec 2024 – srpen 2024    | Tato sezóna je inspirována řeckou mytologií. Do hry přišly skiny jako je Medusa Emz, Athena Piper nebo Dionysus Angelo. |
| Sezóna 29: Paint Brawl!               | srpen 2024 – září 2024        | |
| Sezóna 30: Spongebob                  | září 2024 – říjen 2024        | |
| Sezóna 31: Scary Tales                | říjen 2024 – listopad 2024    | |
| Sezóna 32: Angels vs. Demons          | listopad 2024 – prosinec 2024 | |
| Sezóna 33: Starr Toon Studios         | prosinec 2024 – leden 2025    | |
| Sezóna 34: Starr Force                | leden 2025 – únor 2025        | |
| Sezóna 35: Good Randoms               | únor 2025 – březen 2025       | |
| Sezóna 36: Dark Sands                 | březen 2025 – duben 2025      | |
| Sezóna 37: Super Brawl                | duben 2025 – květen 2025      | |
| Sezóna 38: Battle For Katana Kingdom  | květen 2025 – červen 2025     | |
| Sezóna 39: Crush The Kaiju            | červen 2025 – červenec 2025   | |
| Sezóna 40: Legends Of The Underworld  | červenec 2025 – srpen 2025    | |
| Sezóna 41: Knights Of The Starr Table | srpen 2025 – září 2025        | |

## Vývoj
Společnost Supercell se rozhodla vyvinout týmovou hru, která by se podobala videohrám League of Legends a Overwatch a byla by primárně určena na mobilní zařízení. Přestože se některé prvky hry mohou podobat žánru battle royale, byly do hry přidány před tím, než se žánr zpopularizoval, a tvůrčí tým neměl zájem ve vytvoření battle royale hry.
Videohra je známá pro své dlouhé období tzv. měkkého spuštění, během kterého se skoro každý prvek hry změnil. Supercell hru oficiálně oznámil 14. června 2017 prostřednictvím živého vysílání. Následujícího dne byla měkce spuštěna na platformě iOS v Kanadě. Měkké spuštění trvalo 522 dní a ve společnosti se během něho diskutovalo, zdali vůbec bude hra někdy vydána. Hra byla původně hraná na výšku a hráči v ní museli klepat na obrazovku, později se však tento způsob hraní změnil a začalo se hrát na šířku s analogovým ovládáním. Dalšími změnami prošlo například uživatelské rozhraní, změna metahraní (metagamingu) a přechod z 2D na 3D. Frank Keienburg připsal vývojové problémy bety k tomu, že vývojáři pracovali v novém žánru, ve kterém „si nebyli jistí, jak dosáhnout úspěchu“. Hra byla měkce spuštěna 19. ledna 2018 ve Finsku, Švédsku, Dánsku, Norsku, Irsku, Singapuru, Hongkongu, Macau a Malajsii, a to pro zařízení se systémem iOS. Dne 26. června téhož roku byla v rámci předběžného přístupu měkce spuštěna na Androidu.
Brawl Stars bylo celosvětově vydáno 12. prosince 2018 a během prvního měsíce utržilo 63 milionů dolarů. Dne 9. června 2020 byla hra vydána na pevninské Číně.

## Aktualizace
Hra Brawl Stars dostává pravidelné aktualizace. Společnost Supercell sdělí nadcházející aktualizace v Brawl Talku. První Brawl Talk byl vydán 31. listopadu 2018, tedy pár dní před vydáním hry globálně.

### Historie aktualizací
Update 1
31.11.2018
Hra byla předělána do 3D rozložení a všechny herní mapy byly rozšířeny o 4 pole. Byl představen nový brawler Leon. Velké množství brawlerů a skinů dostalo nový model.
Update 2
27.1.2019
Byly přidány nové skiny k Lunárnímu novému roku na brawlery Darryl, Colt a Brock. Dále byly přidány 3 další skiny na brawlery Bull, Poco a Ricochet (později Rico). Byl představen nový brawler Gene.
Update 3
27.2.2019
Byl představen nový brawler Carl. Byl přidán nový skin pro brawlera Mortis. Byl přidán nový herní mód Siege.
Update 4
13.4.2019
Byl představen nový "Community manager". Byl představen nový brawler Rosa.Byl přidán Velikonoční skin na brawlera Penny. Byl přidán skin na brawlera Nita k oslavám "Golden week", Japonského svátku. Byly zveřejněny kroky proti "teamování" v samostatném herním módu Showdown. Brawler Bo dostal změněný model. Byla přidána možnost změny jména za určitý počet herní měny "gemy".
Update 5
19.5.2019
Byl představen nový brawler Bibi. Brawleři Brock, Carl a Barley dostali skin.
Update 6
25.6.2019
Byl představen nový brawler Tick. Brawleři Crow, Bo, Dynamike a Spike dostali robotické skiny. Hráčům nad 500 trofejí se trofeje resetovaly a přenesly do starr pointů, nové měny. Byly přidány "star powery", schopnosti pro brawlery.
Update 7
26.8.2019
Byl představen nový brawler 8-bit. Byly přidány nové skiny na bralwery Leon a 8-bit. Brawler Piper dostal nový model.
Update 8
15.9.2019
Byl představen nový brawler Sandy. Brawler El Primo dostal nový model a 2 skiny. Byly přidány skiny na brawlery Gene, Sandy a Barley. Skiny na brawlery Jessie a Brock dostaly nový model. Byly přidány nové herní režimy.

## Přijetí

### Kritika
| Agregátor  | Skóre  |
| ---------- | ------ |
| Metacritic | 72/100 |

| Udělil       | Skóre  |
| ------------ | ------ |
| Pocket Gamer | [ 27 ] |
| 148 Apps     | [ 28 ] |

Brawl Stars dostalo na recenzním agregátoru Metacritic 72 bodů ze 100, jedná se tedy o „smíšené nebo průměrné recenze“. Harry Slater z Pocket Gameru recenzoval hru hned po jejím celosvětovém vydání a dal jí 3 body z 5. Chválil postup hrou, kritizoval však battle royale mód Showdown, který byl ze všech dostupných módů nejslabší.

### Prodeje
Brawl Stars bylo staženo více než 200 milionkrát. V roce 2020 mělo v Evropě ze všech mobilních her druhý největší výdělek. V roce 2020 utržila hra 526 milionů dolarů, což představovalo přibližně polovinu všech výdělků od jejího vydání. Stala se také čtvrtou hrou Supercellu, která za svoji existence utržila 1 miliardu dolarů.

### Ocenění a nominace
V roce 2019 byla videohra nominována v kategorii „mobilní hry“ a „mobilní hry roku EE“ Herní ceny Britské akademie.

## Prvky mimo hru
Brawl Talk je vedlejší prvek hry, který pravidelně každý měsíc vychází na platformu sdílení videí YouTube. V tomto videu jsou ukázány nové prvky her, oznámeny nové předměty, aktualizace nebo zrušení některých starších prvků. Jako u dalších Supercell her má i Brawl Stars své "community managers" neboli manažeři komunity, kteří se starají o komunitu.
Brawl Stars Store je virtuální obchod, ve kterém jsou k dostání virtuální měny a doplňky ke hře, navíc s bonusovými předměty, co nejsou k dostání v obyčejném Shopu ve hře.

## Brawl Stars WF
Brawl Stars World Finals, také někdy zkrácené jen jako BSWF nebo Brawl Stars WF je každoroční událost pořádaná Supercellem. V této události se sejdou dva týmy co hrají Brawl Stars proti sobě. Ten kdo se dostane do finále, což musí být dva týmy, následně získá peněžní odměnu, a trofej s logem Brawl Stars. Tato událost je možná vidět jak naživo, tak přes internet na jejich stránce.